# Streblocera serrata
Streblocera serrata är en stekelart som beskrevs av Granger 1949. Streblocera serrata ingår i släktet Streblocera och familjen bracksteklar. Inga underarter finns listade i Catalogue of Life.